# チャールズ・ロートン
チャールズ・ロートン（Charles Laughton, 1899年7月1日 - 1962年12月15日）は、英国出身の舞台俳優、映画俳優、映画監督。1932年度のアカデミー主演男優賞を獲得した。

## 経歴
1899年にイギリスのヨークシャー州スカーボロで生まれた。父はロバート・ロートン、母はエリザベス・コンロン。王立演劇学校で学び、金メダルを得ている。1926年、初舞台を踏む。1928年の劇『アリバイ』において、史上初めてアガサ・クリスティの探偵エルキュール・ポワロを演じる。
1929年に『ピカデリィ』で映画デビューをする。1932年にハリウッドに招かれて以来、米国では専ら映画俳優として、英国では舞台俳優として活躍した。自身の映画会社であるメイフラワー・ピクチャー・コーポレーションを立ち上げ、1937年にはエーリッヒ・ポマーを招いた。
1933年の『ヘンリー八世の私生活』（日本劇場未公開、DVD発売）ではアカデミー主演男優賞を受賞した。また史実に名高いバウンティ号の叛乱事件を扱った1935年の大作映画『南海征服（戦艦バウンティ号の叛乱）』では、艦長ウィリアム・ブライ役でサディスティックな人間像を見せた。
1950年に米国市民になった。1955年に『狩人の夜』で映画監督デビューを果たすが、公開当時は不評であった。結局ロートンの監督作品はこの1本だけに留まった。その後は再び俳優としての活動に専念した。
戦前戦後を通してイギリスの舞台俳優らしい演技を全うし、1962年に死去。

## エピソード
- 長年にわたり、舞台で朗読会を続けて成功を収めた人物である。朗読する範囲も聖書からジャック・ケルアックの新作まで幅があった。
- 舞台指導でも卓越した手腕を持ち、弟子筋にはアルバート・フィニーなどがいる。ロートンは声の抑揚の変化を説明するため、ビリー・ホリディのレコードを聴かせたそうである[要出典]。
- H・G・ウエルズ原作の『獣人島』（1932年）を制作中、彼はおどけて動物園には行けないと言っていた。代わりに彼が演じたドクター・モローは、彼のかかりつけの歯医者をモデルとした。彼は映画の中で創造した「獣人」たちを鞭を使っておとなしくさせねばならなかったが、彼は演劇に入った頃にはすでにロンドンの街芸人たちが鞭を巧みに操っているのを見ていたので、使い方はお手のものだった[要出典]。
- 『狩人の夜』（1955年）に主演したロバート・ミッチャムは、ロートンは最も素晴らしい映画監督だと褒め称えた。また、ロートンは素晴らしい舞台監督でもあった。例えばジョージ・バーナード・ショーのオリジナル劇『地獄のドン・ファン』のブロードウエイ初演（彼も演じていた）なども高く評価された。英国の新作舞台劇をブロードウエイに紹介した役割は非常に大きい。
- ロートンは子供がとても嫌いであった。『狩人の夜』（1955年）では、子供の扱いを軽視した。子供の登場シーンはほとんどロバート・ミッチャムが演出していた。ミッチャムは3人の子持ちであったからである[要出典]。
- 女優のモーリン・オハラは18歳の時にロートンに見出された[1]。
- ロートンの死後、彼の回顧録を執筆したロートンの未亡人エルザ・ランチェスターによると、彼はホモセクシャルのため子供を持たなかったという[2]。しかしながら、女優のモーリン・オハラによると、ロートンはゲイではなく、子供を持たなかったことを後悔していたという[3]。オハラはまた、子供ができなかったのは、エルザがバーレスクを演じていた頃、堕胎を経験したからだとロートンが語ったと言っている。エルザ自身が堕胎（当時は非合法であった）の経験があると語っているが[4]、それが原因で子供が持てなかったのかどうかについては語っていない。
- 『エド・サリヴァン・ショー』へ出演した（1956年9月9日）が、共演したのがエルヴィス・プレスリーの最初の出演だった。

## 主な作品
| 公開年 | 邦題 原題                                            | 役名                             | 備考                      |
| ------ | ---------------------------------------------------- | -------------------------------- | ------------------------- |
| 1929   | ピカデリィ Piccadilly                                | ナイトクラブの客                 |                           |
| 1932   | 悪魔と深海 Devil and the Deep                        | チャールズ・ストロム             |                           |
| 1932   | 魔の家 The Old Dark House                            | サー・ウィリアム・ポーターハウス |                           |
| 1932   | 百萬圓貰ったら If I Had a Million                    | Phineas V. Lambert               |                           |
| 1932   | 暴君ネロ The Sign of the Cross                       | ネロ                             |                           |
| 1933   | 獣人島 Island of Lost Souls                          | モロー博士                       |                           |
| 1933   | ヘンリー八世の私生活 The Private Life of Henry VIII. | ヘンリー8世                      | アカデミー主演男優賞 受賞 |
| 1933   | 白い肉体 White Woman                                 | ホラース                         |                           |
| 1934   | 白い蘭 The Barretts of Wimpole Street                | エドワード                       |                           |
| 1935   | 人生は四十二から Ruggles of Red Gap                  | ラグルス                         |                           |
| 1935   | 噫無情 Les Misérables                                | ジャベール                       |                           |
| 1935   | 戦艦バウンティ号の叛乱 Mutiny on the Bounty          | ブライ                           |                           |
| 1936   | 描かれた人生 Rembrandt                               | レンブラント・ファン・レイン     |                           |
| 1938   | I, Claudius                                          | クラウディウス                   |                           |
| 1938   | セント・マーティンの小径 St. Martin's Lane           | チャールズ・スタガーズ           | 兼脚本                    |
| 1939   | 巌窟の野獣 Jamaica Inn                               | ハンフリー・ペンガラン卿         | 兼製作                    |
| 1939   | ノートルダムの傴僂男 The Hunchback of Notre Dame     | カジモド                         |                           |
| 1942   | タヒチの食いつぶし一家 The Tuttles of Tahiti         | ジョナス                         |                           |
| 1942   | 運命の饗宴 Tales of Manhattan                        | チャールズ・スミス               |                           |
| 1943   | 提督の館 Forever and a Day                           | ベラミー（執事）                 |                           |
| 1943   | 自由への闘い This Land Is Mine                       | アルバート                       |                           |
| 1944   | 幽霊は臆病者 The Canterville Ghost                   | Sir Simon de Canterville / 幽霊  |                           |
| 1944   | 容疑者 The Suspect                                   | フィリップ                       |                           |
| 1945   | 海賊キッド Captain Kidd                              | ウィリアム・キッド               |                           |
| 1947   | パラダイン夫人の恋 The Paradine Case                 | トマス・ホーフィールド卿         |                           |
| 1948   | 凱旋門 Arch of Triumph                               | ハーケ                           |                           |
| 1948   | 大時計 The Big Clock                                 | アール・ジョナス                 |                           |
| 1948   | 若い愛情 The Girl from Manhattan                     | 司祭                             |                           |
| 1949   | 賄賂 The Bribe                                       | J.J. ビーラー                    |                           |
| 1951   | 青いヴェール The Blue Veil                           | フレッド・K・ベグリー            |                           |
| 1952   | 人生模様 O. Henry's Full House                       | ソーピー                         |                           |
| 1952   | 凸凹海賊船 Abbott and Costello Meet Captain Kidd     | ウィリアム・キッド               |                           |
| 1953   | 情炎の女サロメ Salome                                | ヘロデ王                         |                           |
| 1953   | 悲恋の王女エリザベス Young Bess                      | ヘンリー8世                      |                           |
| 1954   | ホブスンの婿選び Hobson's Choice                     | ヘンリー・ホレイショ・ホブスン   |                           |
| 1957   | 情婦 Witness for the Prosecution                     | ウィルフレッド・ロバーツ         |                           |
| 1960   | 全艦船を撃沈せよ Sotto dieci bandiere                | ラッセル提督                     |                           |
| 1960   | スパルタカス Spartacus                               | グラッカス                       |                           |
| 1962   | 野望の系列 Advise & Consent                          | シーブライト・クーリー           |                           |

## 受賞とノミネート
| 賞                           | 年     | 部門                    | 作品                                             | 結果       |
| ---------------------------- | ------ | ----------------------- | ------------------------------------------------ | ---------- |
| アカデミー賞                 | 1933年 | 主演男優賞              | 『ヘンリー八世の私生活』                         | 受賞       |
| アカデミー賞                 | 1935年 | 主演男優賞              | 『戦艦バウンティ号の叛乱』                       | ノミネート |
| アカデミー賞                 | 1957年 | 主演男優賞              | 『情婦』                                         | ノミネート |
| 英国アカデミー賞             | 1958年 | 外国男優賞              | 『情婦』                                         | ノミネート |
| 英国アカデミー賞             | 1962年 | 外国男優賞              | 『野望の系列』                                   | ノミネート |
| ゴールデングローブ賞         | 1957年 | 主演男優賞 (ドラマ部門) | 『情婦』                                         | ノミネート |
| ニューヨーク映画批評家協会賞 | 1935年 | 主演男優賞              | 『戦艦バウンティ号の叛乱』、『人生は四十二から』 | 受賞       |